# Kobylaki-Wólka
Kobylaki-Wólka (prononciation : [kɔbɨˈlaki ˈvulka]) est un village polonais de la gmina de Jednorożec dans le powiat de Przasnysz de la voïvodie de Mazovie dans le centre-est de la Pologne.

## Histoire
De 1975 à 1998, le village appartenait administrativement à la voïvodie d'Ostrołęka.